# Elecciones provinciales de Argentina de 2015
Las elecciones provinciales en Argentina de 2015 eligieron gobernador en 21 de las 23 provincias de la Argentina en diversas fechas del año, debido a que cada provincia es autónoma para definir la fecha de sus elecciones de acuerdo con su propia legislación. La mayoría decidió realizarlas el 25 de octubre, simultáneamente con las elecciones generales nacionales. Ese mismo año se realizaron también elecciones para jefe de gobierno en la Ciudad de Buenos Aires. Las únicas excepciones fueron la Provincia de Santiago del Estero, cuyos cargos ejecutivos y legislativos serán en el año 2017.
Simultáneamente se realizaron elecciones municipales o de partidos, para designar a los funcionarios municipales (concejales), y en algunos casos, también un alcalde (o equivalente).

## Cronograma
| Distrito                             | Fecha                    | Gobernador                | Partido   | Partido                        | Alianza nacional | Alianza nacional     | Diputados | Senadores |
| ------------------------------------ | ------------------------ | ------------------------- | --------- | ------------------------------ | ---------------- | -------------------- | --------- | --------- |
| Buenos Aires (Ver detalle)           | 25 de octubre de 2015    | María Eugenia Vidal       |           | Propuesta Republicana          |                  | Cambiemos            | 46        | 23        |
| Ciudad de Buenos Aires (Ver detalle) | 5 de julio de 2015       | 1ª vuelta                 | 1ª vuelta | 1ª vuelta                      | 1ª vuelta        | 1ª vuelta            | 30        | No elige  |
| Ciudad de Buenos Aires (Ver detalle) | 19 de julio de 2015      | Horacio Rodríguez Larreta |           | Propuesta Republicana          |                  | Cambiemos            | No elige  | No elige  |
| Catamarca (Ver detalle)              | 25 de octubre de 2015    | Lucía Corpacci R          |           | Partido Justicialista          |                  | FPV                  | 20        | 8         |
| Chaco (Ver detalle)                  | 20 de septiembre de 2015 | Domingo Peppo             |           | Partido Justicialista          |                  | FPV                  | 16        | No elige  |
| Chubut (Ver detalle)                 | 25 de octubre de 2015    | Mario Das Neves           |           | Chubut Somos Todos             |                  | Sin alianza nacional | 27        | No elige  |
| Córdoba (Ver detalle)                | 5 de julio de 2015       | Juan Schiaretti           |           | Partido Justicialista          |                  | UNA                  | 70        | No elige  |
| Corrientes                           | 5 de julio de 2015       | No elige                  | 15        | 5                              |                  |                      |           |           |
| Entre Ríos (Ver detalle)             | 25 de octubre de 2015    | Gustavo Bordet            |           | Partido Justicialista          |                  | FPV                  | 34        | 17        |
| Formosa (Ver detalle)                | 25 de octubre de 2015    | Gildo Insfrán R           |           | Partido Justicialista          |                  | FPV                  | 15        | No elige  |
| Jujuy (Ver detalle)                  | 25 de octubre de 2015    | Gerardo Morales           |           | Unión Cívica Radical           |                  | Cambiemos            | 24        | No elige  |
| La Pampa (Ver detalle)               | 25 de octubre de 2015    | Carlos Verna              |           | Partido Justicialista          |                  | FPV                  | 30        | No elige  |
| La Rioja (Ver detalle)               | 5 de julio de 2015       | Sergio Casas              |           | Partido Justicialista          |                  | FPV                  | 20        | No elige  |
| Mendoza (Ver detalle)                | 21 de junio de 2015      | Alfredo Cornejo           |           | Unión Cívica Radical           |                  | Cambiemos            | 24        | 19        |
| Misiones (Ver detalle)               | 25 de octubre de 2015    | Hugo Passalacqua          |           | Partido de la Concordia Social |                  | FPV                  | 20        | No elige  |
| Neuquén (Ver detalle)                | 26 de abril de 2015      | Omar Gutiérrez            |           | Movimiento Popular Neuquino    |                  | Sin alianza nacional | 35        | No elige  |
| Río Negro (Ver detalle)              | 14 de junio de 2015      | Alberto Weretilneck       |           | Juntos Somos Río Negro         |                  | Sin alianza nacional | 46        | No elige  |
| Salta (Ver detalle)                  | 17 de mayo de 2015       | Juan Manuel Urtubey R     |           | Partido Justicialista          |                  | FPV                  | 30        | 11        |
| San Juan (Ver detalle)               | 25 de octubre de 2015    | Sergio Uñac               |           | Partido Justicialista          |                  | FPV                  | 36        | No elige  |
| San Luis (Ver detalle)               | 25 de octubre de 2015    | Alberto Rodríguez Saá     |           | Partido Justicialista          |                  | Compromiso Federal   | 21        | 5         |
| Santa Cruz (Ver detalle)             | 25 de octubre de 2015    | Alicia Kirchner           |           | Kolina                         |                  | FPV                  | 24        | No elige  |
| Santa Fe (Ver detalle)               | 14 de junio de 2015      | Miguel Lifschitz          |           | Partido Socialista             |                  | Progresistas         | 50        | 19        |
| Tierra del Fuego (Ver detalle)       | 21 de junio de 2015      | 1ª vuelta                 | 1ª vuelta | 1ª vuelta                      | 1ª vuelta        | 1ª vuelta            | 15        | No elige  |
| Tierra del Fuego (Ver detalle)       | 28 de junio de 2015      | Rosana Bertone            |           | Partido Justicialista          |                  | FPV                  | No elige  | No elige  |
| Tucumán (Ver detalle)                | 23 de agosto de 2015     | Juan Luis Manzur          |           | Partido Justicialista          |                  | FPV                  | 49        | No elige  |
| R: Reelecto                          |                          |                           |           |                                |                  |                      |           |           |

## Corrientes

### Cámara de Diputados
|  | 17,38 % |

|  | 4,75 % |

|  | 3,74 % |

|  | 3,51 % |

|  | 2,08 % |

|  | 1,86 % |

|  | 1,77 % |

|  | 1,66 % |

|  | 1,56 % |

|  | 1,48 % |

|  | 1,47 % |

|  | 1,39 % |

|  | 1,23 % |

|  | 1,15 % |

|  | 0,99 % |

|  | 0,87 % |

|  | 0,86 % |

|  | 0,85 % |

|  | 0,74 % |

|  | 49,33 % |

|  | 18,82 % |

|  | 3,48 % |

|  | 2,86 % |

|  | 2,86 % |

|  | 2,46 % |

|  | 2,30 % |

|  | 1,65 % |

|  | 34,43 % |

|  | 4,21 % |

|  | 1,45 % |

|  | 0,69 % |

|  | 0,61 % |

|  | 0,45 % |

|  | 7,40 % |

|  | 3,72 % |

|  | 1,46 % |

|  | 1,06 % |

|  | 0,79 % |

|  | 3,32 % |

|  | 1,10 % |

|  | 0,58 % |

|  | 0,11 % |

|  | 0,69 % |

|  | 94,92 % |

|  | 2,80 % |

|  | 2,27 % |

|  | 100 % |

### Cámara de Senadores
|  | 17,40 % |

|  | 4,69 % |

|  | 3,72 % |

|  | 3,49 % |

|  | 2,08 % |

|  | 1,87 % |

|  | 1,77 % |

|  | 1,66 % |

|  | 1,55 % |

|  | 1,49 % |

|  | 1,47 % |

|  | 1,40 % |

|  | 1,23 % |

|  | 1,16 % |

|  | 0,99 % |

|  | 0,89 % |

|  | 0,87 % |

|  | 0,85 % |

|  | 0,74 % |

|  | 49,32 % |

|  | 18,94 % |

|  | 3,50 % |

|  | 2,88 % |

|  | 2,84 % |

|  | 2,46 % |

|  | 2,31 % |

|  | 1,66 % |

|  | 34,58 % |

|  | 4,13 % |

|  | 1,40 % |

|  | 0,69 % |

|  | 0,62 % |

|  | 0,45 % |

|  | 7,30 % |

|  | 3,72 % |

|  | 1,43 % |

|  | 1,06 % |

|  | 0,79 % |

|  | 3,28 % |

|  | 1,08 % |

|  | 0,60 % |

|  | 0,11 % |

|  | 0,71 % |

|  | 94,39 % |

|  | 3,00 % |

|  | 2,61 % |

|  | 100 % |